# Abiturientmössa

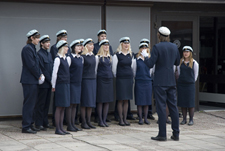
Körerna Octo Puellae och DQ på Katedralskolan i Skara använder fortfarande den traditionella ljusblå abiturientmössan och tillhörande skoluniform

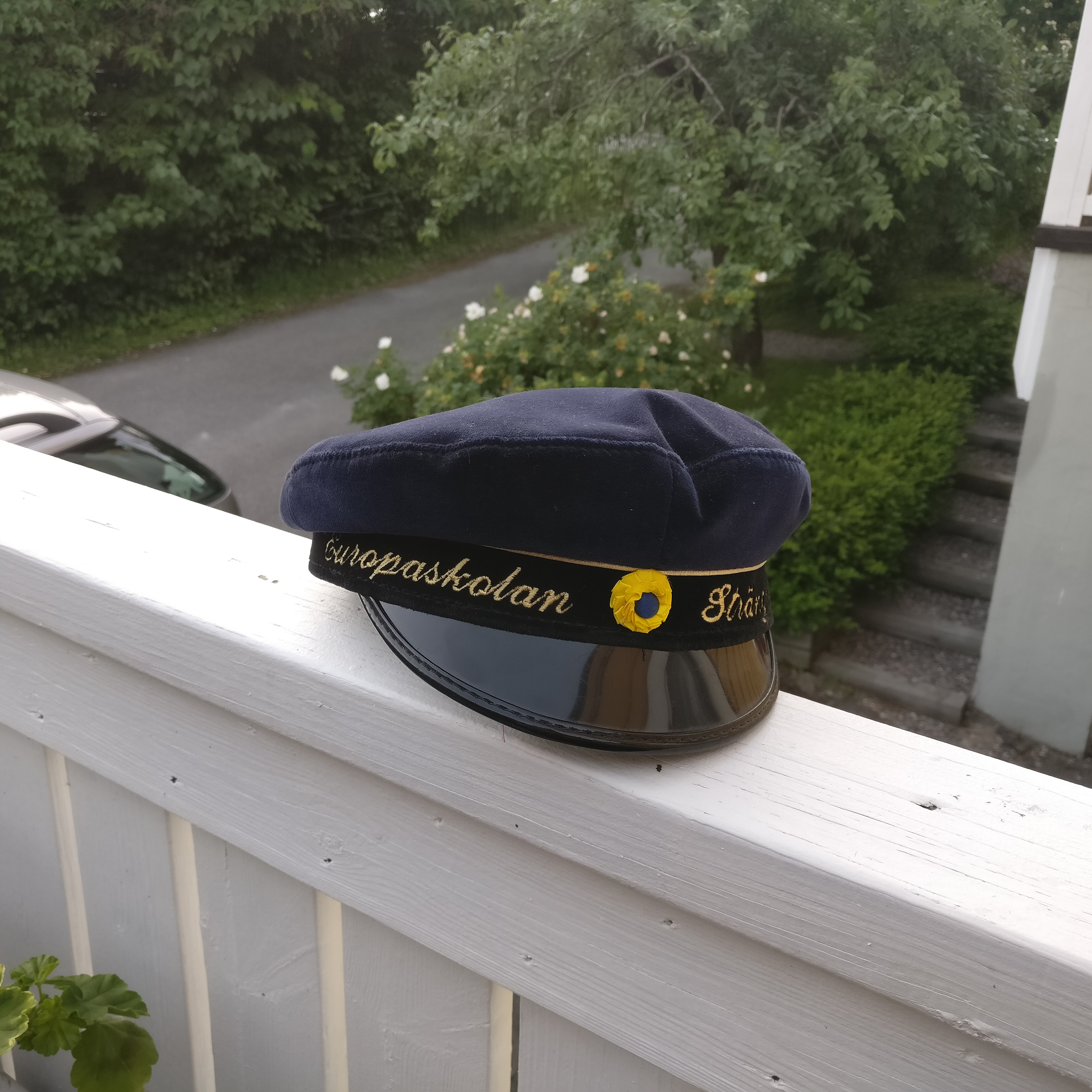
Abiturientmössa från Europaskolan i Strängnäs. Texten lyder: "Europaskolan" på höger sida för bäraren, samt "Strängnäs" på dess vänstra sida. En traditionell blågul kokard pryder framsidan, och insidan är av klassisk uppsalamodell.

Abiturientmössan ser huvudsakligen ut som den traditionella vita studentmössan men skiljer sig i färg samt dekorationer. Ett exempel är  ett tjockt svart streck på det vita för att markera att personen i fråga inte har "tagit studenten" ännu vid Katedralskolan i Skara, eller i djupblått utförande vid Europaskolan i Strängnäs. På den tid abiturientmössor var i allmänt bruk, d.v.s. före 1968 då det fanns en svensk studentexamen, var abiturientmössorna ofta försedda med en hoppingivande eller ambitiös devis såsom "Maybe" eller "Per aspera ad astra" samt med diverse dekorationer som anspelade på betyg. Det är alltså ursprunget till de dekorationer på det nutida studenmössan i form av namn, årtal och div. utsmyckningar.
Mössan används mycket sällan då begreppet abiturient inte längre används genom avskaffandet av studentexamen 1968. Traditionen kring mössan lever dock vidare vid ett fåtal skolor.
Abiturientmössa (före 1968)  kunde se ut på alla möjliga sätt, oftast inte alls som en studentmössa. En boll (av garn) betydde att man fått "lilla a" på studentskrivningen, en tofs betydde "Stora A".